# Parler sauget
Le sauget (lou sâdjet) est une variante dialectale du francoprovençal parlée dans le pays du Saugeais dans le Haut-Doubs. Le sauget est la langue nationale de la République libre du Saugeais, micronation née en 1947 d'une blague. L'Hymne des Saugets est écrit en sauget.

## Caractéristiques
Au sein de l'aire linguistique du francoprovençal, le sauget se distingue par un certain nombre de particularités : 
- rhotacisme du -n- intervocalique en -r- : mainterant pour maintenant, terir (t'ri') pour tenir, veru (v'ru) pour venu, lerá (l'ra) pour lená ou luna en francoprovençal, c'est-à-dire lune en français, etc. etc. ;
- comme dans d'autres parlers francoprovençaux, CH est prononcé TS et J est prononcé DZ (cette remarque vaut aussi pour G devant E et I).
- O est fréquemment prononcé ou sauf en position accentuée ou il est prononcé plutôt eu : mot est prononcé mout, parola est prononcé pareula, jorn est prononcé dzeur et jornal dzournâ etc. Cette remarque ne vaut cependant pas toujours, ainsi fort se prononce fau(r) ;
- article masculin singulier lo prononcé lou
- article pluriel unique les ;
- l'article indéfini féminin est souvent réduit en 'na au lieu de una ;
- terminaison du masculin -o et -os prononcées -ou et -ous : nôtro maîtro est prononcé nôtrou maîtrou
- réduction du groupe de consonnes VR en R : Lîramont ou Léramont pour Lièvremont, chîra (tsîra) pour chièvra (chèvre).
- devant R, A peut prendre une intonation à la limite entre A et È : gargota (la gorge) est prononcé gairgueuta etc. Ceci vaut pour la terminaison -ar des verbes du premier groupe, bien que, comme dans la plupart des parlers francoprovençaux, l'R final ne s'y prononce plus : chantar / chantair est prononcé tsantai, volar / volair se dit voulai.

Au niveau de la conjugaison, le sauget présente, par rapport à d'autres parlers francoprovençaux, de formes plutôt conservatrices :
- le pronom ils est resté sous la même forme qu'en ancien francoprovençal (ou qu'en ancien français), c'est-à-dire sans -s final : il sont, il ant (ils ont) etc. ; il se réduit fréquemment à l’ devant une voyelle (l'ant pour ils ont)
- l'imparfait du verbe être est : j'éro (dz'érou), t'éres, il ére (l'ére), nos èrams (nouz èran), vos èraz (vouz èrâ), il érant (l'érant)

## Quelques mots
- honno : « homme » (du latin hominem dont le sauget a gardé l'N final en le géminant, là où le français et les autres parlers francoprovençaux ont plutôt conservé l'M initial : homme, homo en dauphinois etc.) ;
- fenna : « femme » (du latin feminam, le sauget a gardé l'N final en le géminant, comme la plupart des autres dialectes francoprovençaux, là où le français a plutôt conservé l'M initial : femme) ;
- Sâget finra fonta : « Sauget fine fonte », c'est ainsi qu'on qualifie quelque chose de typique du Saugeais, quelque chose « du cru » ;
- dreit (prononcé dré) : « juste, simplement, à peine, seulement » (adverbe très fréquent) ;
- mainterant (prononcé maint'ran) : « maintenant » ;
- tot chied aval (prononcé tou tsié avâ) : « être dans l'abondance, dans l'opulence » (littéralement « tout choit aval, tout tombe en contrebas ») ;
- cen no valt pais 'na roba de Charreton (prononcé çan n'vâ pai na reuba de Tsair'ton) : « ça ne vaut rien » (une roba de Charreton est un costume traditionnel du Saugeais) ;
- no veir grief (prononcé n'vé grié) : « voir à peine » ;
- cheir (prononcé tsié) : « tomber » ;
- poyeir (prononcé pouyé) : « pouvoir ». Conjugaison : jo po (dze peu), tu pos (tu peu), il pot (i peu), nos poyems (no pouyein), vos podes / poyez (vo peude / vo pouyé), ils poyant (i peuyan) ;
- se recreire : « s’enorgueillir, faire le fier » ;
- beire : « boire » ;
- chantair / chantar (prononcé tsantai) : « chanter » ;
- chèmeráe (prononcé tsem'râ) : « cheminée » ;
- gençainra : « gentiane », particulièrement appréciée dans le Saugeais et utilisée dans de nombreuses recettes ;
- nôtro : « notre » (la plupart des dialectes francoprovençaux conservent la forme latine nostrum devenue noûtron, nôtron, mais le sauget ne connaît pas cette terminaison finale en -on) ;

## Exemple
Extrait de l'Hymne des Saugets :
| Texte original | Graphie standardisée | Traduction en français |
| --- | --- | --- |
| Les Sadjets ant dans yeu gairgueuta Des mouts qu’nion n’saît, cman yeu, rdâtai. L’an pairki cmant na pteta rota qu’a toudj’ loulzi d’let sacrôlai : La tsîra qu’ minre, la lra que rlut, La tsrâ, la creuille, lou daidjuron, Lou dzreu d’la dzrensse, lou tsri qu’est tru... Y a d’quet aipouairie lèz Larmond ! | Les Saugets ant dans lor gargota Des mots que néun no sait, quomment yeuz, redâtair. L'ant per-qui quommant 'na rata qu'a toge lo leisir de les sacrôlair : La chîra qui meinre, la lerá qui relut, La cheral, la queroilli, lo dêjuron, Lo geró de la gerinsi, lo cherí qu'est teru... Y a de quei êpoirier les Larmond ! | Les Saugets ont dans leur gosier Des mots que personne ne sait, comme eux, rouler. Ils ont par là comme une petite souris Qui a toujours le loisir de les secouer : La chèvre qui « mène », la lune qui brille, Le chéneau, la quenouille, le déjeuner, Le genou de la génisse, le cabri qui est tenu... Il y a de quoi épouvanter les « Larmond ». |